# Anorexia mirabilis
Anorexia mirabilis, så kallad mirakulös självsvält, är ett fenomen som på 1500-talet gjordes till en diagnos. Det som kännetecknar detta sjukdomstillstånd är att självsvälten har en religiös innebörd. Fenomenet självsvält fanns dock redan innan diagnosens namn uppkom, utan redan på 400-talet hade en flicka boende i Karthago svält sig själv. Under de efterföljande århundradena finns flera fall av självsvält dokumenterade.
Det finns många historiska exempel på fenomenet, och Katarina av Siena (1347–1380) blev känd för sin självsvält. Det finns även exempel på svenskar som genom historien har ägnat sig åt det fenomen som kallas mirakulös självsvält.  Ester Jönsdotter började svälta sig själv i januari 1703, efter att ha hävdat att en ängel sagt åt henne att härda ut.  Lisbetta Isacsdotter var en annan ung svensk kvinna som insjuknade i en sjukdom år 1750 och året därpå slutade äta och dricka efter att ha hört en ängel tala till henne.  Ytterligare exempel på uppmärksammade fall är Sigrid Nilsdotter från Skelycke 1759 och Karin Persdotter från Hardemo 1770.